# 2028
سنة 2028 م (بالأرقام الرومانية: MMXXVIII) ستكون سنة كبيسة تبدأ يوم السبت (الرابط يظهر نموذج الجدول الزمني الكامل للسنة) من التقويم الغريغوري. وهي السنة 2028 بعد الميلاد والسنة 28 في الألفية الثالثة والقرن الواحد والعشرون والسنة ال9 في عقد 2020.

## أحداث يتوقع حدوثها في هذه السنة
- 22 يوليو - كسوف كلي للشمس سيكون واضحاً في جميع أنحاء أستراليا، بما في ذلك سيدني، ونيوزيلندا.